# Hannes Grabher

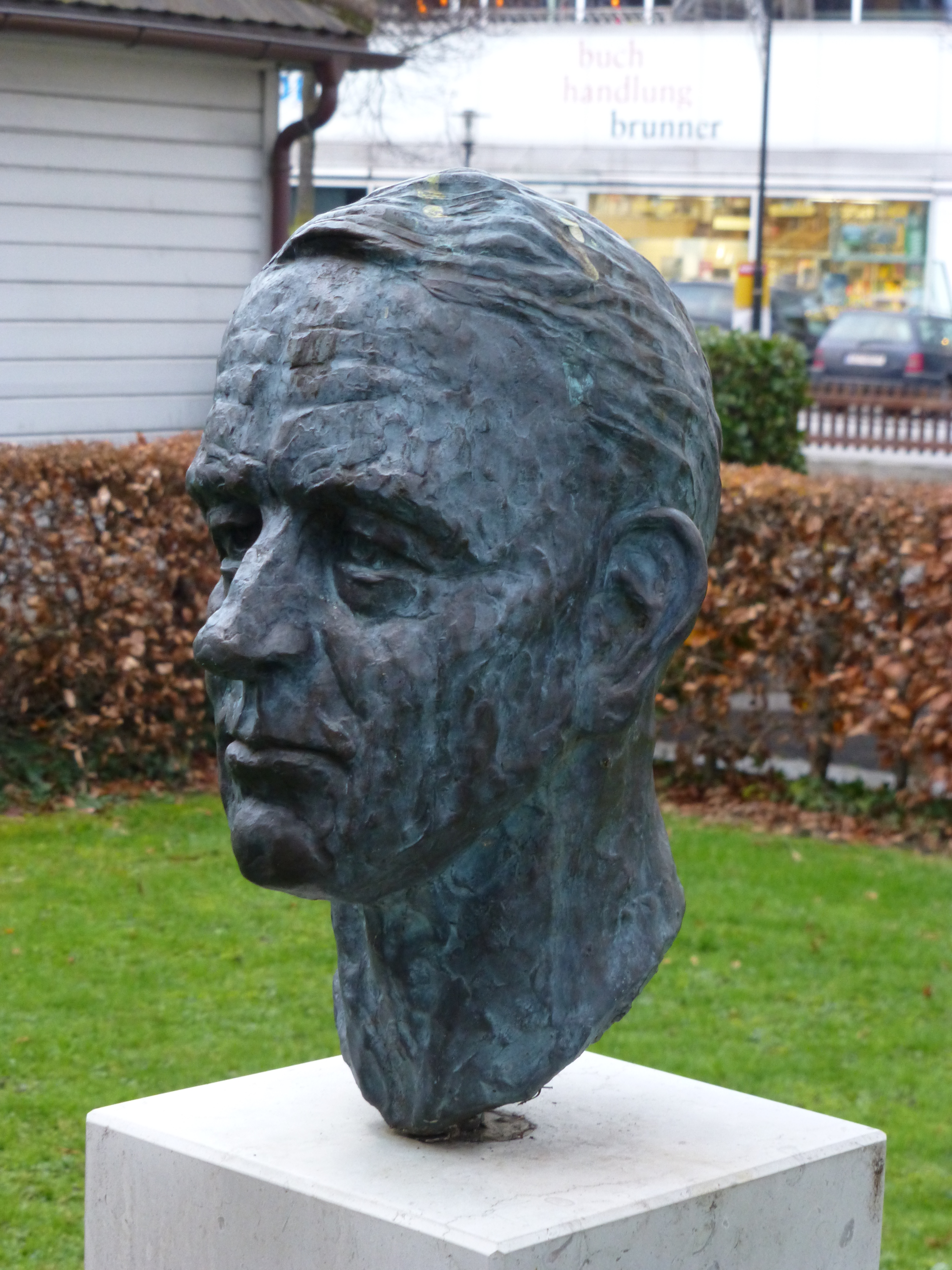
Büste in einem kleinen Park neben dem Rathaus in Lustenau

Johannes Baptist „Jonny“ Grabher (* 4. August 1894 in Lustenau; † 17. Januar 1965 ebenda) war ein österreichischer Mundart- und Heimatdichter aus Vorarlberg. Mit seinen teils heiteren, teils besinnlichen Gedichten wird er zu den bedeutendsten Vertretern dieser Kunstrichtung in Vorarlberg gezählt.

## Leben
Hannes Grabher wurde als zweitjüngstes von sieben Kindern von Johann Baptist Grabher und dessen Gattin Anna Maria geb. Grabher-Meyer in Lustenau geboren. Nach acht Jahren Volksschule – eine weitere schulische Ausbildung ließen die finanziellen Verhältnisse im Elternhaus vorerst nicht zu – begann er sein Berufsleben und war schließlich Speditionsleiter eines Schweizer Unternehmens. Im Ersten Weltkrieg diente er beim 3. Regiment der Tiroler Kaiserjäger an der Südfront. Nach dem Krieg besuchte er die Handelsschule Lustenau und arbeitete von 1920 bis zu seiner Pensionierung 1963 beim Schweizer Unternehmen Schmidheiny.
Einen ersten Bekanntheitsgrad erlangte er in den Jahren 1920 bis 1924 als Leichtathlet (mehrfacher Landesmeister und Landesrekordhalter, vor allem in den Laufdisziplinen). Aus dieser Zeit stammt auch sein Spitzname „Jonny“.
1924 heiratete er Maria geb. Schlachter (* 1899), mit der er fünf gemeinsame Kinder hatte.
Nach dem Anschluss Österreichs an Deutschland versuchte die NSDAP, Hannes Grabher zu vereinnahmen. Er wurde beauftragt, ein „Dorfbuch“ bzw. eine Dorfchronik zu erstellen und in einem Schreiben vom 4. Februar 1942 als „Parteigenosse“ bezeichnet. Als einziger Lustenauer hatte er die Erlaubnis, während des gesamten Zweiten Weltkriegs als Grenzgänger täglich in die Schweiz ein- und auszureisen. Diese Sonderstellung nutzte er während des Krieges und der darauffolgenden Besatzungszeit, um anderen Lustenauern zu helfen, indem er beispielsweise dringend benötigte Medikamente in der Schweiz besorgte. Er organisierte auch die Briefverkehr mit Lustenauern in Kriegsgefangenschaft und engagierte sich bei der Suche nach vermissten Soldaten.
Am 17. Jänner 1965 verstarb er an einem Herzinfarkt.

## Künstlerisches Schaffen
Seine ersten Gedichte publizierte Hannes Grabher ab 1927 in regionalen Zeitungen, unter anderem im „Feierabend“ (Wochenbeilage zum Vorarlberger Tagblatt), im „Hollunder“ (Wochenbeilage zum Vorarlberger Volksblatt) und der Ostschweizer Zeitung Unser Rheintal. Er schrieb sowohl in Dialekt als auch in Hochdeutsch und Schweizerdeutsch. In seinen teils heiteren, teils ernsten Gedichten beschäftigte er sich vor allem mit den Alltäglichkeiten, Stärken und Schwächen seiner Mitmenschen. Wesentlich beeinflusst wurde er in seinem Schaffen vom Dornbirner Mundartdichter Armin Diem, mit dem er ab 1934 eng befreundet war.
1937 erschien sein erster Gedichtband: „Lustenauer Mundart-Dichtungen“, im Volksmund in Anspielung auf das Titelbild meist nur „Dar Gôuoßbock“ („Der Geißbock“) genannt. Als weitere Bände mit Mundartgedichten folgten: „Uf om Bänkli“ (1950), „So is s’ Läobo“ (1963), in dem die ernsten Gedichte dominieren, und – postum – „Mundartgedichte“ (1977). 1946 veröffentlichte er mit „Der Hafner“ eine Sammlung von Gedichten in hochdeutscher Sprache. 1948 erschien mit „’s Kremmelerb’“, einem Lustspiel, in dem eine Lustenauer Lokalsage verarbeitet wurde, sein einziges dramatisches Werk. 1952 verfasste er zusammen mit Beno Vetter ein „Festspiel anläßlich der 50-Jahrfeier der Marktgemeinde Lustenau“.
Aus der fruchtbaren Zusammenarbeit mit dem aus Dresden stammenden Komponisten Georg Hering-Marsal entstanden eine Reihe von vertonten Gedichten. Sie gipfelte 1955 im gemeinsam herausgegebenen Büchlein „Huomatliedle“ (mit Gitarrenbegleitung von Franzl Mayr). Weitere Gedichte wurden vom Dornbirner Arzt Franz Bertolini (aus „Der Hafner“) und vom Lustenauer Kirchenmusiker und Chorleiter Erich Hollenstein (Mundartgedichte) vertont. 
Abgerundet wird sein lyrisches Werk durch das 1956 präsentierte volkskundliche Buch „Brauchtum, Sagen und Chronik“, im Volksmund „Unser Brauchtum“ genannt. Es umfasst eine Sammlung von Sagen, Bräuchen, Sprichwörtern und Kinderreimen und wurde zum Standardwerk zur Volkskunde Lustenaus. Zwei weitere volkskundliche Schriften („Der Rhein, unser Schicksalsstrom“ und „Sport in Lustenau“) blieben unveröffentlicht.

## Auszeichnungen und Ehrungen

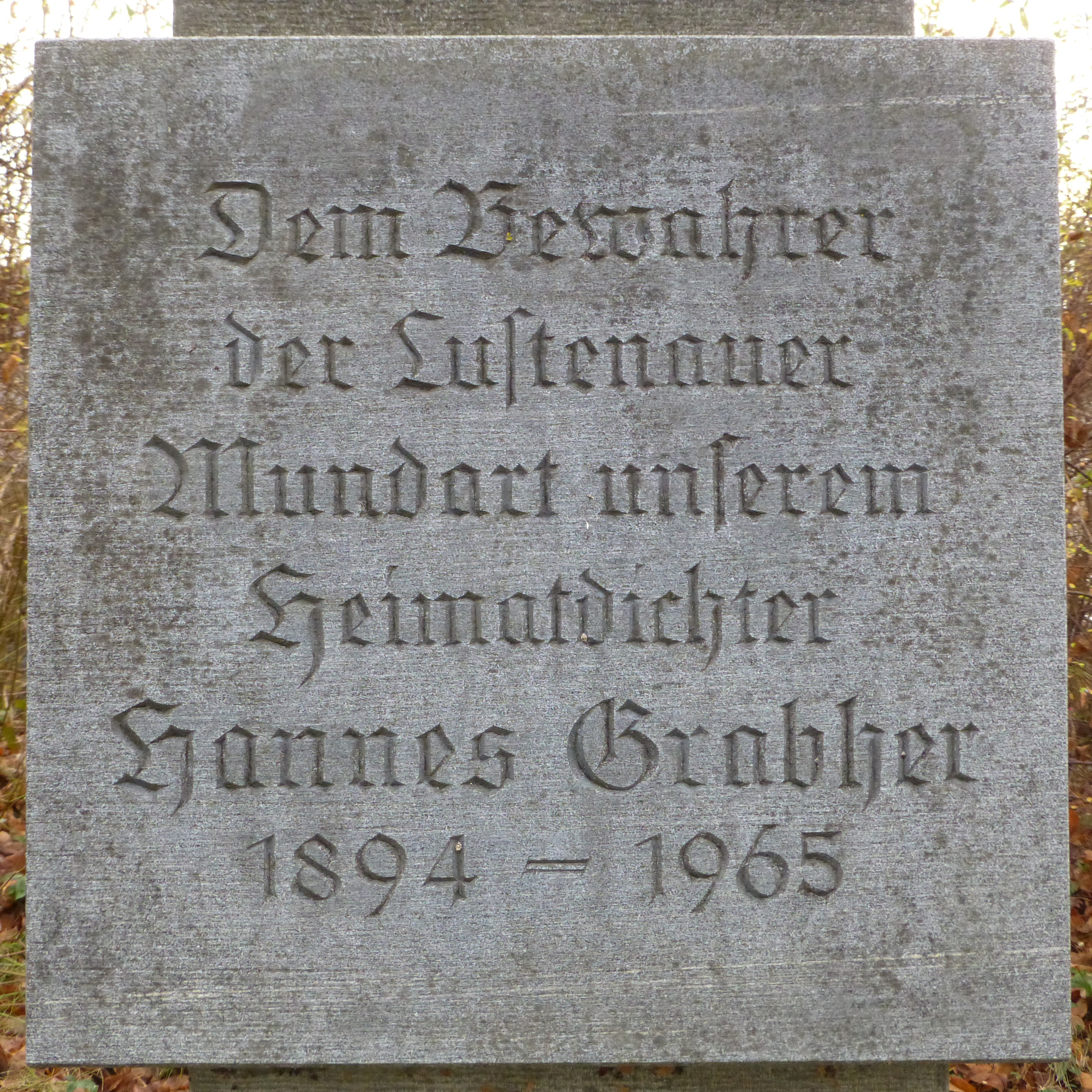
Gedenkstein im Hasenfeldpark in Lustenau

- Ehrenring der Gemeinde Lustenau (1964)
- Gedenkstein (ursprünglich vor seinem Geburtshaus, 2007 verlegt in den Hasenfeldpark)
- Büste in einem kleinen Park neben dem Lustenauer Rathaus
- Benennung der Hannes-Grabher-Straße in Lustenau

## Werke
- Lustenauer Mundart-Dichtungen, 1937
- Der Hafner, Gedichte in hochdeutscher Sprache, 1946
- ’s Kremmelerb’, Theaterstück, 1948
- Uf om Bänkli, Mundartgedichte, 1950
- Huomatliedle, vertonte Mundartgedichte (1955, gemeinsam mit Georg Hering-Marsal)
- Brauchtum, Sagen und Chronik, Volkskundliche Forschungen, 1956 (Neuauflage 2002)
- So is s’ Läobo, Mundartgedichte, 1963
- Mundartgedichte, 1977 (postum)